# Agim Ramadani
Agim H. Ramadani, ps. Katana (ur. 3 maja 1963 w Žegrze, zm. 11 kwietnia 1999 w Košare) – jugosłowiański i kosowski artysta, żołnierz Jugosłowiańskiej Armii Ludowej oraz Armii Wyzwolenia Kosowa, bohater Kosowa.

## Życiorys
Ukończył szkołę podstawową w rodzinnej Žegrze oraz szkołę średnią w Gnjilanem; w trakcie nauki w szkole średniej w 1981 roku wziął udział w ogólnokrajowym proteście, przez co został wydalony ze szkoły i skazany na dwa miesiące pozbawienia wolności. Po wyjściu na wolność zezwolono mu na ukończenie szkoły, następnie zapisał się do Akademii Wojskowej w Zagrzebiu, a po jej ukończeniu uzyskał tytuł inżyniera ruchu lądowego. Należał następnie do Jugosłowiańskiej Armii Ludowej, gdzie został oficerem. Na początku wojny w Chorwacji w 1991 roku zdezerterował z armii.
Pod koniec grudnia 1992 roku wyjechał wraz z rodziną do Szwajcarii, gdzie prowadził działalność artystyczną pod pseudonimem Katana jako poeta i malarz, następnie został dyrektorem Albańskiego Centrum Kultury w Zurychu. Ugruntował wówczas swoje poglądy wobec niepodległości Kosowa; według niego kraj powinien ją uzyskać poprzez drogę zbrojną. W 1998 roku został honorowym członkiem Europejskiej Akademii Nauk i Sztuk Pięknych, w sierpniu tegoż roku napisał poezję pod tytułem Diçka e nemur para bjeshkëve (1998).
24 czerwca 1998 roku powrócił na teren Kosowa, dołączając do UÇK. Początkowo był odpowiedzialny za rozminowywanie terenów przygranicznych z Albanią w celu możliwości bezpiecznego przekroczenia granicy przez albańską ludność cywilną z Kosowa. Został następnie dowódcą 138. Brygady. 13 lipca tegoż roku z jego inicjatywy powstała grupa interwencyjna Kobra, która była zaangażowana w następujące działania:
- 18 lipca wieś Jasić była ostrzeliwana przez wojska jugosłowiańskie, jednak dzięki przygotowaniom ze strony mieszkańców miejscowości nie było ofiar po stronie kosowskiej,
- 25 lipca wojska jugosłowiańskie zaatakowały miejscowość Junik, do której Ramadani przybył następnego dnia w celu wzmocnienia obrony miasta; atak został odparty, po stronie kosowskiej zginęło trzech żołnierzy (Avdyl Jasiqi, Arif Gjoci, Shkelzen Gacaferri), a po jugosłowiańskiej straty wynosiły 9 żołnierzy, w tym major, przy którym znaleziono plan działania i mapę topograficzną,
- 4 sierpnia w jednej z wiosek przeprowadzono atak na wojska jugosłowańskie; w wyniku ofensywy zginęło 13 jugosłowiańskich żołnierzy oraz zniszczono 110 ciężarówek przy braku strat po kosowskiej stronie,
- 14 sierpnia ewakuowano albańską ludność cywilną z regionu Junika oraz rozminowano drogi mogące służyć do ewakuacji,

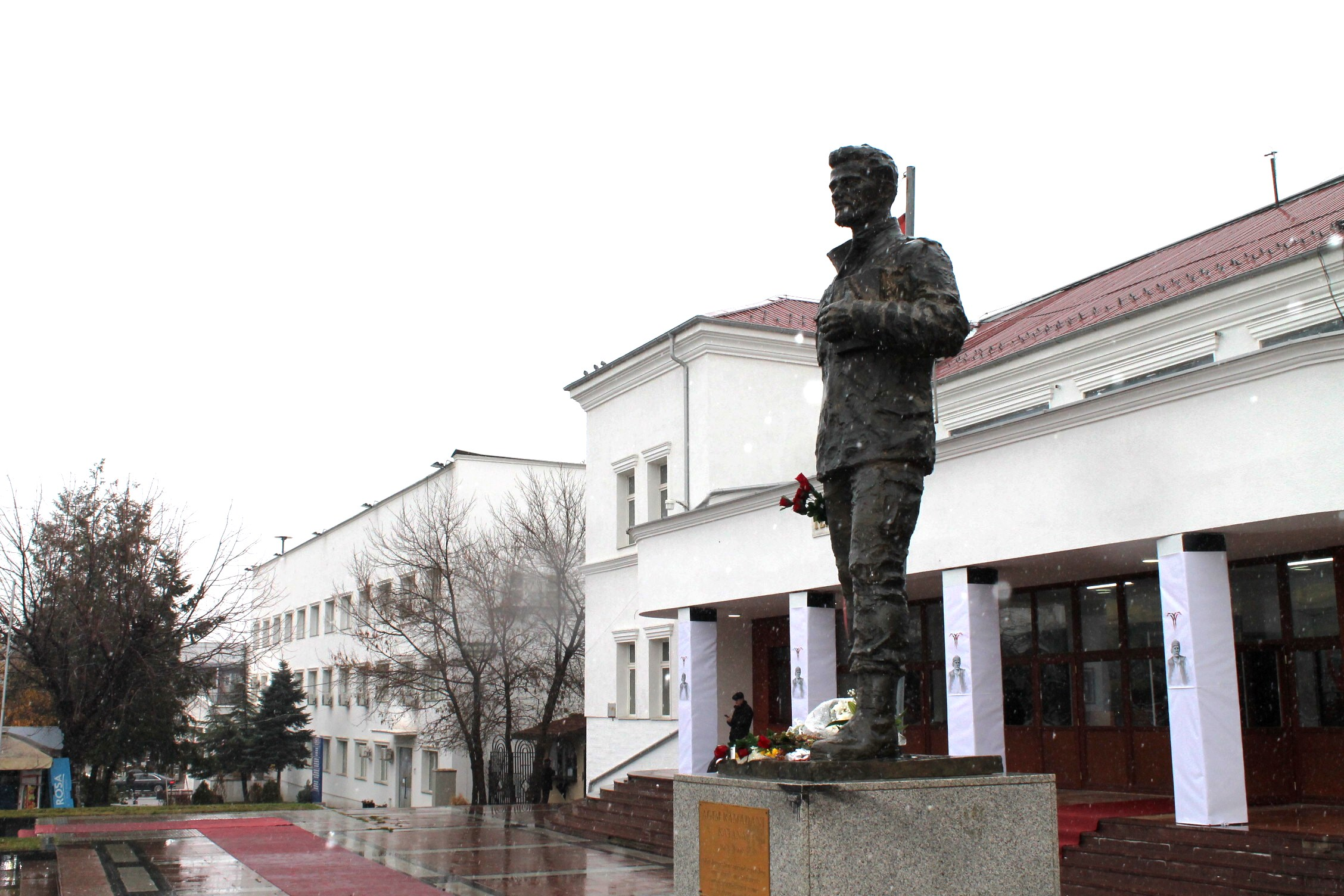
Pomnik Agima Ramadaniego w Gnjilanem

- Pomnik Agima Ramadaniego w Gnjilanem15 sierpnia podjęto akcję pod kryptonimem Shqiponja, w ramach której 8 żołnierzy UÇK zaatakowało jeden z jugosłowiańskich komisariatów policji,
- 30 września zorganizowano operację Feniks wymierzoną przeciwko jugosłowiańskim funkcjonariuszom oraz siłom paramilitarnym. Operacja ta miała miejsce w Górach Junik i trwała od godziny 11 do 14; zniszczono wówczas dwa samochody oraz jedną kompanię dowodzenia, ponadto skonfiskowano dużą ilość broni i sprzętu wojennego oraz dokumentację przedstawiającą zbrodnie wojenne na albańskiej ludności cywilnej. Po stronie kosowskiej nie było żadnych strat.

9 listopada 1998 roku został szefem sztabu grupy operacyjnej GO3, powstałej z trzech jednostek wojskowych; dowódcą formacji został Rrustem Berisha. Zginął 11 kwietnia 1999 roku w trakcie bitwy o Košare.

## Upamiętnienie
Po śmierci Agima Ramadaniego nazwano jego imieniem dowodzoną przez niego 138. Brygadę Armii Wyzwolenia Kosowa. Na jego cześć wzniesiono pomniki w rodzinnej Žegrze i w Gnjilanem. Został także uhonorowany tytułem bohatera Kosowa.
Jego imieniem nazwano wiele placów, ulic oraz instytucji w Kosowie, między innymi na jego cześć nazwano jedną z ulic w Prisztinie.
W 2008 roku powstały dwa utwory literackie poświęcone Agimowi Ramadaniemu: Nesër është ditë lindjeje Sabita Rrustemiego oraz Pran Agimit Islama Sadikiego.
W listopadzie 2012 roku na terenie Uniwersytetu Sztuk w Tiranie otworzono wystawę obrazów Agima Ramadaniego.

## Życie prywatne
Był żonaty z Shukri, z którą miał troje dzieci: Jetona, Edona i Lorinę.